# Ansambel Lojzeta Slaka
Ansambel Lojzeta Slaka je nekdanja slovenska narodnozabavna zasedba, ki ob Ansamblu bratov Avsenik velja za utemeljitelje te zvrsti. Delovala je od leta 1964, ko se je oblikovala iz Tria bratov Slak, do smrti vodje ansambla Lojzeta Slaka leta 2011. Medtem ko ''Avseniki'' veljajo za najboljšo kvintet zasedbo, se ''Slake'' postavlja na prvo mesto med trio zasedbami. V času delovanja so izdali vrsto plošč, kaset in zgoščenk, ustvarili veliko uspešnic in prejeli več nagrad. 

## Zasedba
Ansambel Lojzeta Slaka so sestavljali inštrumentalni trio Lojzeta Slaka in pevska zasedba Fantje s Praprotna.
Harmoniko je v triu ves čas delovanja igral ustanovitelj ansambla in avtor melodij Lojze Slak.
Kitarist v ansamblu je bil večino let Niko Zlobko, ki je v ansamblu igral med letoma 1964 in 1990, nato pa še med letoma 2001 in 2007. Bil je Slakova desna roka, avtor večine aranžmajev. V času, ko je igral pri sinovi zasedbi Rompompom med letoma 1990 in 2001, ga je nadomeščal Milan Ferlež. Od leta 2007 pa do konca delovanja ansambla leta 2011 je kitaro v ansamblu igral Janez Hvale.
Tudi basisti so bili v času delovanja le trije. Prvi dve leti je igral Ciril Babnik, ki ga je leta 1965 nasledil Franc Sever. Ta je pri ansamblu ostal več kot dvajset let, dokler se ni leta 1988 odločil za samostojno odvetniško kariero, ki mu je vzela preveč časa, da bi lahko nadaljeval. Zato se je ansamblu pridružil Tone Štritof, ki je nekaj let pozneje začel tudi prepevati s Fanti s Praprotna kot 1. basist.
Pevsko zasedbo Fantje s Praprotna so ob pridružitvi ansamblu sestavljali Andrej Bergant, Jože Šifrar, Janez Habjan, Janez Kalan in Janez Dolenc. Zasedba je ostala nespremenjena 10 let, dokler se ni leta 1974 Šifrar smrtno ponesrečil v prometni nesreči. Takrat ga je nasledil Franci Rebernik, ki je v ansamblu ostal do konca. Vmes sta se od ansambla zaradi zdravstvenih težav poslovila tudi Habjan in Kalan, prvi leta 1991, drugi pa 1993. Kot četrti pevec je zato začel prepevati Tone Štritof, petega člana niso iskali.

## Delovanje

### Začetki in prva leta
Lojze Slak je že pred letom 1964 skupaj še s tremi brati igral v Ansamblu bratov Slak. Pozneje je zasedba razpadla zaradi služenj vojaškega roka in Lojzetove preselitve v Ljubljano zaradi službe. Želja po lastnem ansamblu je ostala, zato je k sodelovanju povabil prijatelja kitarista in klarinetista Nika Zlobka. Kot tretjega člana sta našla Cirila Babnika, ki je igral na berdo, ljudsko različico basa. Na eni izmed oddaj Pokaži, kaj znaš so spoznali pevski kvintet Fantje s Praprotna, s katerim so se dogovorili za sodelovanje. Tako je leta 1964 nastal Ansambel Lojzeta Slaka, ki je še isto leto izdal prvo ploščo Domači vasici pri založniški hiši RTB iz Beograda.
Naslednje leto je Cirila Babnika zamenjal Franc Sever, ansambel pa je snemal nove plošče in uspešno nastopal ter osvajal poslušalce. Leta 1966 so sodelovali pri snemanju celovečernega filma Lucija, podali pa so se tudi na prvo vseslovensko turnejo in na prva gostovanja po Evropi. Naslednje leto so posneli tudi prvo televizijsko oddajo. Leta 1968 so ob 25-letnici AVNOJ-a nastopili v Jajcu pred Titom in dobili povabila za nastope po vsej Jugoslaviji. Prejemati so začeli tudi prve nagrade za veliko število prodanih plošč.
Med 1965 in 1970 je bilo pri založbi Jugoton kar 8 njihovih albumov prodanih v nakladi čez milijon izvodov, zato so med prvimi prejeli nagrado Zlata ptica, izbrani so bili tudi za prvo kasetno izdajo zagrebške založbe in hkrati prvo kaseto v Jugoslaviji na sploh, kot najbolj komercialna long play zasedba takratne države.

### Vzpon
Leta 1970 so se odpravili na prvo turnejo med slovenskimi izseljenci v ZDA in Kanadi. Občinstvo je bilo tako navdušeno nad njimi, da so morali turneje ponavljati vsakih pet let. Ustanavljati so začeli tudi tako imenovane Button Box klube, kjer so se družili ljubitelji diatonične harmonike, mnogi so si je želeli kot glasbilo ali spominek. Leta 1972 so se odpravili na dvomesečno turnejo po Avstraliji, istega leta pa še po zahodni Evropi. Ustavili so se v Franciji, Belgiji, na Nizozemskem, v Zahodni Nemčiji in Švici.
16. 1. 1974, med pripravami na praznovanje 10-letnice ansambla, se je v prometni nesreči smrtno ponesrečil pevec Jože Šifrar. Pokojnemu prijatelju so posvetili ploščo Glas njegov v spomin in se za nekaj časa umaknili z odrov. Pozneje ga je nadomestil Franci Rebernik, s katerim so naslednje leto nastopili na dvakrat razprodanem jubilejnem koncertu v hali Tivoli. Istega leta so odšli na novo turnejo po ZDA in Kanadi, kjer so med drugim nastopili v novem koncertnem amfiteatru Front Row v Clevelandu, ki je bil razprodan mesec dni pred dogodkom.
Ansambel je nadaljeval tudi z nastopi po Sloveniji. Tako so večkrat nastopili tudi na raznih dobrodelnih prireditvah, za kar so prejeli več priznanj, med drugim tudi od Društva paraplegikov Slovenije leta 1976, ki mu je sledilo tudi drugo leta 1979. Večkrat so bili izbrani tudi za najbolj priljubljen ansambel po izboru poslušalcev. Leta 1979 so v tivolski dvorani v Ljubljani dvakrat razprodali koncert ob 15-letnici delovanja. Leta 1980 so se odpravili na tretjo turnejo po ZDA in Kanadi, kjer je župan mesta Cleveland Lojzetu Slaku izročil Zlati ključ mestnih vrat in listino častnega meščana.
Leta 1981 so v Innsbrucku posneli dve plošči za nemško govoreče področje in odšli na turnejo po Avstriji. Naslednje leto so prvič nastopili v priljubljeni oddaji Musikantenstadl, ki jo je vodil Karl Moik. To jim je odprlo pot na avstrijsko tržišče, saj so leta 1983 opravili kar dve avstrijski turneji. Leta 1984 so praznovali 20-letnico ansambla in ponovno dvakrat razprodali jubilejni koncert. Za ljubljansko televizijo so posneli oddajo 20 let ansambla Slak. Leto 1985 je prineslo novo turnejo po Severni Ameriki, ki je trajala pet tednov. Maja 1987 so kot gostje nastopili na 1. Alpskem večeru na Bledu.
Leta 1988 je prišlo do nove kadrovske menjave v ansamblu. Zaradi prezasedenosti s službo jih je zapustil basist Franc Sever. Zamenjal ga je Tone Štritof. Z novim članom so tako igrali tudi na več dogodkih ob 25-letnici ansambla leta 1989. Leto 1990 je prineslo najodmevnejšo turnejo po ZDA in Kanadi. Z enournim programom je ansambel nastopil v Nashvillu, en teden so gostovali v Disneylandu na Floridi in en teden igrali na ladji - plavajočem hotelu Caribbean, ki je med Miamijem in Karibskimi otoki prevažal bogate Američane. V petih tednih je bilo za ansamblom več kot trideset nastopov, mnogo srečanj s pomembnimi osebnostmi, nastopov pred radijskimi mikrofoni in TV kamerami. Delček vsega je posnela tudi ekipa ljubljanske TV, ki je z gostovanja Slakov v Združenih državah in Kanadi pripravila dve oddaji iz serije Videomeh.

### Obdobje samostojne Slovenije
Leta 1991 se je od ansambla poslovil Niko Zlobko, ki je bil vsa leta Slakova desna roka, predvsem kot ustvarjalec aranžmajev skladb. Zamenjal ga je Milan Ferlež. Istega leta, 20. marca, je umrl Ciril Babnik, ki je prvi dve leti v ansamblu igral na berdo. Zaradi zdravstvenih razlogov jih je zapustil tudi pevec Janez Habjan, za katerega niso iskali zamenjave. Dve veliki spremembi nista negativno vplivali na delovanje ansambla, ampak sta mu dali nov zagon. Tako so leta 1992 začeli z izvajanjem zamisli Lojzeta Slaka: priprava oddaj Boš videl, kaj dela Dolenc v novomeški dvorani Marof. Šlo je za program v živo z dolenjskimi šegami in navadami. Naslednje leto se je od ansambla poslovil pevec Janez Kalan, namesto katerega je od tedaj naprej prepeval basist Tone Štritof.
Leta 1994 so obeležili 30-letnico ansambla z dvakrat razprodanim koncertom v Gallusovi dvorani Cankarjevega doma. Istega leta so opravili krajšo turnejo po Nemčiji in Švedski. Tudi v naslednjih letih so izdajali nove plošče, pripravljali oddaje Boš videl, kaj dela Dolenc, ki so bile tematsko obarvane, in opravljali nastope po domovini in tujini. 35-letnico ansambla leta 1999 so proslavili s koncertom v hali Tivoli. Prejeli so več nagrad in priznanj, med drugim priznanje za najbolj popularno vižo ameriške zvezne države Ohio – to je postala skladba Ej, prijatelj. Leta 2001 se je Milan Ferlež upokojil, v ansambel se je vrnil Niko Zlobko. Istega leta je ansambel nastopil v oddaji Karla Moicka Musikantenstadl v Švici.

### Zadnje obdobje
Leta 2004 je ansambel praznoval 40-letnico zasedbe v ljubljanski hali Tivoli. Naslednje leto so bili kot gostje povabljeni na rockovski festival Rock Otočec pri Novem mestu. Skupaj z zasedbo Big Foot Mama so pripravili priredbo Nekaj sladkega in skladbo Pomlad, za kateri so prejeli zelo dobre odzive. 6. 9. 2006 je umrl upokojeni kitarist Milan Ferlež, leta 2007 pa je ansambel dokončno zapustil Niko Zlobko. Namesto njega se je zasedbi za zadnja leta pridružil Janez Hvale. 21. 9. 2008 je zaradi bolezni umrl nekdanji basist Janez Habjan. Zadnji koncert in nastop ansambla je bil 16. 12. 2010 v Cankarjevem domu v Ljubljani, kjer so se poklonili spominu na pokojnega nekdanjega člana Milana Ferleža. Dokončno se je delovanje ansambla zaključilo s smrtjo vodje Lojzeta Slaka, ki je 29. 9. 2011 izgubil svojo bitko z boleznijo.
Čeprav se je delovanje ansambla končalo, so Fantje s Praprotna nadaljevali s prepevanjem. 18. 10. 2014 je po hudi bolezni umrl Tone Štritof, ki je v nekdanjem ansamblu služil kot pevec in glasbenik, 6 mesecev kasneje, 4. 4. 2015, pa je umrl še nekdanji basist Janez Kalan. 8. 9. 2016 je umrl tudi drugi tenorist Franci Rebernik, 14. 7. 2017 pa dolgoletni basist Franc Sever. 30. 9. 2019 je kot zadnji od basistov umrl Janez Dolenc. 30. 1. 2021 je umrl Slakova desna roka Niko Zlobko, 22. 8. 2021 pa po težki bolezni kot zadnji od glasbenikov še Janez Hvale. Tako je danes edini še živeči član nekdanjega ansambla prvi tenorist Andrej Bergant.

## Diskografija
Ansambel Lojzeta Slaka je v času delovanja izdal veliko albumov, katerih točno število ni natančno določeno. Glede na njihovo spletno stran so v 47-ih letih delovanja izdali 531 pesmi na 58-ih albumih, medtem ko spletna stran Discogs navaja 42 studijskih albumov, 10 singlov in 27 kompilacij. Spodaj je naštetih nekaj teh albumov. Veliko pesmi se je tudi pojavilo na več albumih. Nekatere letnice so morda napačne:
1. Domači vasici (1964)
2. Kadar pa mim' hiš'ce grem (1965)
3. Na ohceti (1967)
4. Deželica sonca in grozdja (1967)
5. Sinko, ne sprašuj (1967)
6. Pod to goro zeleno (1968)
7. Po dekle (1968)
8. Triglav (1969)
9. Le urno, le urno obrni pete' ... (1970)
10. Titanic (1970)
11. Visoko nad oblaki (1970)
12. Pod Gorjanci je otoček (1972)
13. Glas harmonike (1972)
14. Iz Slakove skrinje 1 (1973)
15. Iz Slakove skrinje 2 (1973)
16. Glas njegov v spomin (1974)
17. Deset veselih let (1975)
18. Mavrica (1976)
19. Popotnik (1977)
20. Postojnska jama (1979)
21. Na vseh straneh sveta (1980)
22. Od sanjave Mure do modrega morja (1981)
23. 10X Zlati Slaki(1981)
24. Desetkrat zlati (1982)
25. Pod lipo ob 20-letnici (1984)
26. Iz bogate glasbene skrinje Lojzeta Slaka (1985)
27. Mama, prihajam domov (1985)
28. To smo mi, prijatelji (1987)
29. Raj pod Triglavom (1989)
30. Zvezda, ki se utrne (1991)
31. Srečno, mlada Slovenija (1992)
32. Slovenija naj bo jutri lepša (1992)
33. 30 diamantnih (1994)
34. Čebelar (1995)
35. Ko zaslišim znano melodijo (1996)
36. Venčki Slakovih uspešnic (1997)
37. Najlepša beseda je mama (1998)
38. 2000 (1999)
39. Spomini stare Ljubljane (2001)
40. Slak z najlepšimi vižami med violine (2002)
41. Jubilejna (2004)
42. Zlate melodije Ansambla Lojzeta Slaka (2006)
43. Dragi prijatelji (2010)

## Največje uspešnice
Ansambel Lojzeta Slaka je najbolj poznan po naslednjih skladbah:
- Čebelar
- Deželica sonca in grozdja
- Ej, prijatelj
- Glas harmonike
- Lunca
- Mavrica
- Mama, prihajam domov
- Po dekle
- Postojnska jama
- Poštar
- Sosedov Francelj
- Srečno, mlada Slovenija
- V dolini tihi
- Visoko nad oblaki

## Seznam vseh pesmi po abecedi
1. Ajda v cvetju
2. Ana Štemana
3. Ana Štimana
4. Avrikelj
5. Bilo je poletje
6. Bleda luna
7. Bodi vesel
8. Bovška nevihta
9. Božična je noč(Amazing grace)
10. Brajde Se Praznijo (polka)
11. Brhka primorka
12. Brhko Dekle
13. Ceperle
14. Ciganka
15. Citre in klarinet
16. Cvetijo bele češnje
17. Čas ljubezni
18. Čaše Dvignimo
19. Čateška polka
20. Čateška Polka (polka)
21. Če mam'ca ne vedo
22. Čebelar
23. Čez gorjance
24. Čez to ravno polje
25. Črički
26. Daj, daj, daj
27. Dan je pust
28. Danes mamica praznuje
29. Danes Ne Jutri Da
30. Dečva je činglca
31. Dekle povej
32. Dekletovo slovo
33. Deset veselih let
34. Dežela sonca in grozdja
35. Dober večer
36. Dobravska polka
37. Dobri prijatelj
38. Dobro Jutro! (Venček Slakovih)
39. Dolge noge
40. Dolgi večeri
41. Dolina Trente
42. Domača hiša
43. Dragi prijatelji
44. Drevi pa grem na vas
45. Drvarska koračnica
46. Dunaj ostane Dunaj
47. Dvajset let veselja
48. Dve let' in pol
49. Dvojni orel
50. Ej, prijatelj
51. Ej, skušnjave
52. En Godec Nam Gode
53. En ptiček je priletel
54. En, dva, tri
55. Ena kupica
56. Ena Ptička Priletela (valček)
57. Eno dekle sem izbral
58. Fanika
59. Frklja
60. Gasilec prostovolj'c
61. Gasilska
62. Glas harmonike
63. Glas večernih zvonov
64. Godec s pipco
65. Good bye, Amerika
66. Gremo na dolenjsko
67. Gremo vabit
68. Harmonika poje
69. Herkules
70. Huda tašča
71. Igrivi po vrsti
72. Imej se
73. Imej Se Lepo
74. Jaka čaka
75. Jaz hodim za njo
76. Jaz pa grem
77. Jaz pa ne
78. Jaz sem muzikant
79. Jožeti in Jožica
80. Jubilejna
81. Juretova polka
82. Jutro na dolenjskem
83. Jutro na muri
84. K dekletu
85. Kadar' pa mim' hiš'ce grem
86. Kadar srečam te
87. Kaj mi mar
88. Kako sem se ujel
89. Kapetan Rimek
90. Kita cvetja
91. Kje je moj mili dom
92. Kje Je Na Vasi Lipica
93. Klobuk postrani nosi
94. Ko fantič z vojske primašira
95. Ko ob večerih sem prepeval (valček)
96. Ko prišla bo pomlad
97. Ko zaslišim znano melodijo
98. Kosec in žanjica
99. Kraševcu
100. Krka sanjava
101. Kukav'ca
102. Lahko noč, Zlatolaska
103. Lahkotna polka
104. Ländler
105. Lastovke
106. Le plavaj, plavaj, barčica
107. Le pridi drevi
108. Lep je spomin
109. Lepa marica
110. Lepa si mladost
111. Letni časi
112. Letu 2000
113. Ljubezen je večna
114. Ljubezen je večna zvezda
115. Ljubezen velika
116. Ljubezen, to je greh
117. Ljubica, podaj roko
118. Lovčev Raj
119. Lovska
120. Lovska pojedina
121. Lovski krst
122. Lunca
123. Mačice
124. Mama
125. Mama, prihajam domov
126. Mami za god
127. Mamici
128. Marinka
129. Marjetica
130. Martinovo
131. Mavrica
132. Med brajdami
133. Med cvetlicami po Logu (pesem-valček)
134. Med kenguruji
135. Med polharji
136. Mene naj pa sonce greje
137. Meni ni za bogatijo
138. Merkaj se ljubica
139. Mežrle
140. Mi smo za vse
141. Mini sta že leti dve
142. Mirnopeška polk
143. Mirnopeški zvon
144. Miš – maš polka
145. Mlada ženka
146. Mlada ženska
147. Mlinar
148. Mnogo lepih stvari
149. Moj dom
150. Moj dom je zaprt
151. Moj muzikant
152. Moja harmonika
153. Moja Harmonika
154. Moja kitara
155. Moja kosa
156. Monika
157. Muzikant
158. Na dolenjskem je lepo živet
159. Na dolgo pot
160. Na koncu ovinka
161. Na koroško
162. Na krilih vetra
163. Na lojtrici
164. Na obali
165. Na Ohceti (valček)
166. Na okno priletel je črni vran
167. Na Otočcu
168. Na Paši (valček)
169. Na pikniku
170. Na plesu
171. Na polževem
172. Na skupnem ležišču
173. Na sorici
174. Na svidenje, prijatelj
175. Na Trški gori
176. Na Turški gori
177. Na večer
178. Na vinskem sejmu
179. Na vrtiljaku
180. Na vseh straneh sveta
181. Nad vasjo
182. Naj vrisk pove
183. Naj zvone zvonovi
184. Najin otrok
185. Najino praznovanje
186. Najlepše je
187. Naš Francelj
188. Naš Luka
189. Naša domovina
190. Naših 35 let
191. Navihanka
192. Nazdravje dekleta
193. Ne bom jokala
194. Ne bom se ženil
195. Ne bom te čakala
196. Ne gremo še domov
197. Ne joči dekle
198. Ne prižigaj luči
199. Nekaj sladkega
200. Nekje je kraj
201. Neodposlani pismo
202. Ni hotela reči Ne
203. Ni srebra in ne zlata
204. Ni ti mar
205. Nič ne hodi za menoj
206. Nič zato
207. Nič Zato (polka)
208. Nocoj je mladi mesec
209. Nocoj poglej v nebo
210. Nocoj, ko vse je mirno
211. Noč na morju
212. Novi dan
213. Ob cvičku
214. Ob slovesu
215. Ob srebrni reki
216. Od Šklenčevke do Gobčevke
217. Ohcet je pri nas
218. Oj, ta fani
219. Oja, oja
220. Okrogla polka
221. Otožno srce
222. Pa naj bo
223. Pa spet bom vzel harmoniko
224. Padalec
225. Pij godec z mano
226. Pisana majolka
227. Pisemce
228. Planinska
229. Planinska roža
230. Planinska zgodba
231. Ples v planinski koči
232. Po cesti gresta fanta dva
233. Po dekle
234. Po gorah grmi
235. Po planinskih stezah
236. Po rožah se pozna
237. Po starem
238. Pod gorjanci je otoček
239. Pod gospodično
240. Pod Grebljice (valček-pesem)
241. Pod Hmelniškim gradom (valček)
242. Pod lipico zeleno
243. Pod Poncami (polka)
244. Pod to goro zeleno
245. Pohorski drvar
246. Poj mi harmonika
247. Poletni dan
248. Polhar
249. Polka – majolka
250. Polka D
251. Polka es
252. Polka fis
253. Polka juhuhu
254. Polka Spominov
255. Polka village
256. Polonca
257. Pomlad
258. Pomlad na deželi
259. Pomlad prihaja
260. Pomladni valček
261. Popoprana Polka
262. Popotnik
263. Postojnska jama
264. Poštar
265. Potepuh
266. Pouštertanc
267. Povej mi, deklica
268. Pozabi na vse
269. Pozdrav z dolenjske
270. Pozimi in polet'
271. Poznam dekle
272. Praznični zvonovi
273. Prebujanje
274. Preljuba dolenjska
275. Preljubi fantič moj
276. Pri dobri kapljici
277. Pri Farni Cerkvici (Venček Narodnih)
278. Pri luštni Špeli
279. Pri stricu Maticu
280. Pri Stricu Maticu
281. Pridi, pridi
282. Prijatelju
283. Prijeten spomin
284. Prišel bo pravi
285. Prišla pomlad bo
286. Prodajalka
287. Prvi poljub
288. Ptički pojo
289. Pustna
290. Raj pod Triglavom
291. Rebula in čebula
292. Reci draga
293. Rozamunda
294. Rože je na vrtu plela
295. Rožic Ne Bom Trgala (pesem)
296. S harmoniko na rajžo
297. Sanjaj z menoj
298. Sanje
299. Se bo vrtelo
300. Se bom narihtova
301. Se Snidemo (polka)
302. Se že vrti
303. Selška dolina
304. Sem čeveljce nosil
305. Sem fantič mlad zavriskal
306. Sem šel čez gmajnico
307. Sem ter tja
308. Sijaj mi sončece
309. Sinko ne sprašuj (valček)
310. Slavček
311. Slavljencu
312. Slovenija
313. Slovenija naj bo jutri lepša
314. Slovenski Zvon
315. Slovensko Dekle (Venček Narodnih)
316. Snežinke
317. Snežni valček
318. Sosedov francelj
319. Spet Je Pomlad Prišla
320. Spet se peljem na dolenjsko
321. Spet smo zbrani
322. Spomin na Avstralijo
323. Spomini na Avstralijo
324. Spomini se bude
325. Spomini se budijo
326. Spomini stare Ljubljane
327. Spominska knjiga
328. Sreča
329. Sreča v gorah
330. Srečen sem
331. Srečno pot ti želim
332. Srečno, mlada Slovenija
333. Sredi vasi
334. Srnjak
335. Stari znanci
336. Studenček
337. Sva rož'ce vprašala
338. Svatje že vriskajo
339. Sveta noč
340. Še bova vandrala
341. Še enkrat
342. Še vedno lepa si
343. Še vedno praznujemo
344. Šmentano dekle
345. Špelca
346. Štajerska polka
347. Šus Polka
348. Ta družba naj živi
349. Ta sosedov Francelj
350. Tam dom je moj
351. Tam na griču
352. Tam za goro
353. Temna noč se je storila
354. Teta vabi
355. Tetka povejte
356. Tiha noč
357. Tihi mrak
358. Tiho hiša najina stoji
359. Tinca
360. Titanik
361. To je veselje Štajerca
362. To smo mi prijatelji
363. Tra-ra-ra
364. Travniki so že zeleni
365. Travniki že zelenijo
366. Trgatev
367. Triglav
368. Triglavska koračnica
369. Triglavski valček
370. Trti
371. Tulipan
372. Tvoje oči
373. Ulica sončnega zahoda
374. Urežimo še eno
375. V brežiškem gradu
376. V dolini tihi (je vasica mala)
377. V domači dolini
378. V Drevo Vrezano Srce
379. V Evropo Zdaj Gremo
380. V nedeljo popoldne
381. V njenem cvetju
382. V pomladnem jutru
383. V saneh na ples
384. V tej deželi sanj
385. V vaški krčmi
386. V vinski kleti
387. V vintgar
388. V železni kapli
389. Valček za prijatelje
390. Vandrovček
391. Vasovalec
392. Vaške noči
393. Vaški godec
394. Vaški zvon
395. Večer na Dobju (polka)
396. Večer ob morju
397. Večer v Clevelandu
398. Velikonočni zvonovi
399. Vesela družba
400. Vesela harmonika
401. Veseli godec
402. Veseli Janez
403. Veseli kletar
404. Veseli samec
405. Veselimo se prijatelji
406. Veselo na rajžo
407. Vijolica
408. Vinček Nas Razveseli
409. Vinska trta
410. Vipavska
411. Visoko nad oblaki
412. Vlak drvi
413. Vnuček
414. Vprašaj srce
415. Vračam s domov
416. Vračam se spet na deželo
417. Vrh planin
418. Vrni se
419. Vsi na ples
420. Z mami
421. Za svatovsko mizo
422. Zadnjo noč v letu
423. Zakaj bi se jokala
424. Zapleši z menoj
425. Zapoj nocoj kitara
426. Zapojmo, fantje
427. Zaveslaj
428. Zdaj gremo
429. Zimska
430. Zlata cesta z morja
431. Znana polka
432. Znova naj lipa cveti
433. Zum, zum
434. Zvezda, ki se utrne
435. Zvončki
436. Zvonovi
437. Zvonovi zvonijo
438. Že vse je veselo
439. Žegnanska nedelja
440. Želim si
441. Želja
442. Živio polka
443. Žuženberska polka